# Északír labdarúgó-szövetség
Az Északír labdarúgó-szövetség (angolul Irish Football Association (IFA)) Észak-Írországban működő, labdarúgással  foglalkozó sportszervezet, amely a sportágban sporttevékenységet folytató jogi és természetes személyek tevékenységét összehangoló, munkájukat segítő, a sportágat önkormányzatiság elvén irányító, kiemelkedően közhasznú szervezetként működő sportági országos szakszövetség..

## Történelme
1880-ban alapították. A Nemzetközi Labdarúgó-szövetségnek (FIFA) 1911-től tagja. 
Az Európai Labdarúgó-szövetségnek (UEFA) 1954-ben alapító tagja. Fő feladata a nemzetközi kapcsolatokon kívül, a  Északír labdarúgó-válogatott férfi és női ágának, a korosztályos válogatottak illetve a nemzeti bajnokság szervezése, irányítása. A működést biztosító bizottságai közül a Játékvezető Bizottság (JB) felelős a játékvezetők utánpótlásáért, elméleti (teszt) és cooper (fizikai) képzéséért, foglalkoztatásáért.

## Elnökök
- 1880-1889 Lord Spencer Chichester
- 1889-1909 Marquis of Londonderry
- 1909-1912 Alexander H. Thompson
- 1912-1914 Hugh Hegan
- 1914-1945 Sir James McIlmunn Wilton
- 1945-1948 Austin Donnelly
- 1948-1957 Frederick J. Cochrane
- 1957-1958 Joseph MacBride
- 1958-1994 Harry Cavan
- 1995 Sammy Walker
- 1995-2007 Jim Boyce
- 2007- Raymond Kennedy